# Stationszeichen
Stationszeichen dienen in Deutschland der Kilometrierung von Straßen und Straßenabschnitten. Damit übernehmen sie die Funktion von Kilometersteinen. Üblicherweise werden auf Stationszeichen die Straßenbezeichnung, der Straßenabschnitt und die Stationierungskilometer angezeigt. Da die Verwaltung von Straßen und damit der Stationszeichen in Deutschland hauptsächlich Angelegenheit der Bundesländer ist, sind die Stationszeichen von Land zu Land unterschiedlich.
Teilweise wird der Begriff Stationszeichen auch als Überbegriff für Kilometersteine und -schilder sowie die eigentlichen Stationszeichen verwendet.

## Zweck
Stationszeichen haben für den Autofahrer keine Bedeutung beim Fahren, sie dienen lediglich der Orientierung (zum Beispiel Straßenmeisterei) und der schnellen und genauen Positionsbestimmung bei einer Unfallmeldung. So können beispielsweise die Rettungskräfte und die Polizei den Unfallort mithilfe der Angaben auf dem Stationszeichen schnell ermitteln.

## Bauarten und Farbgebung

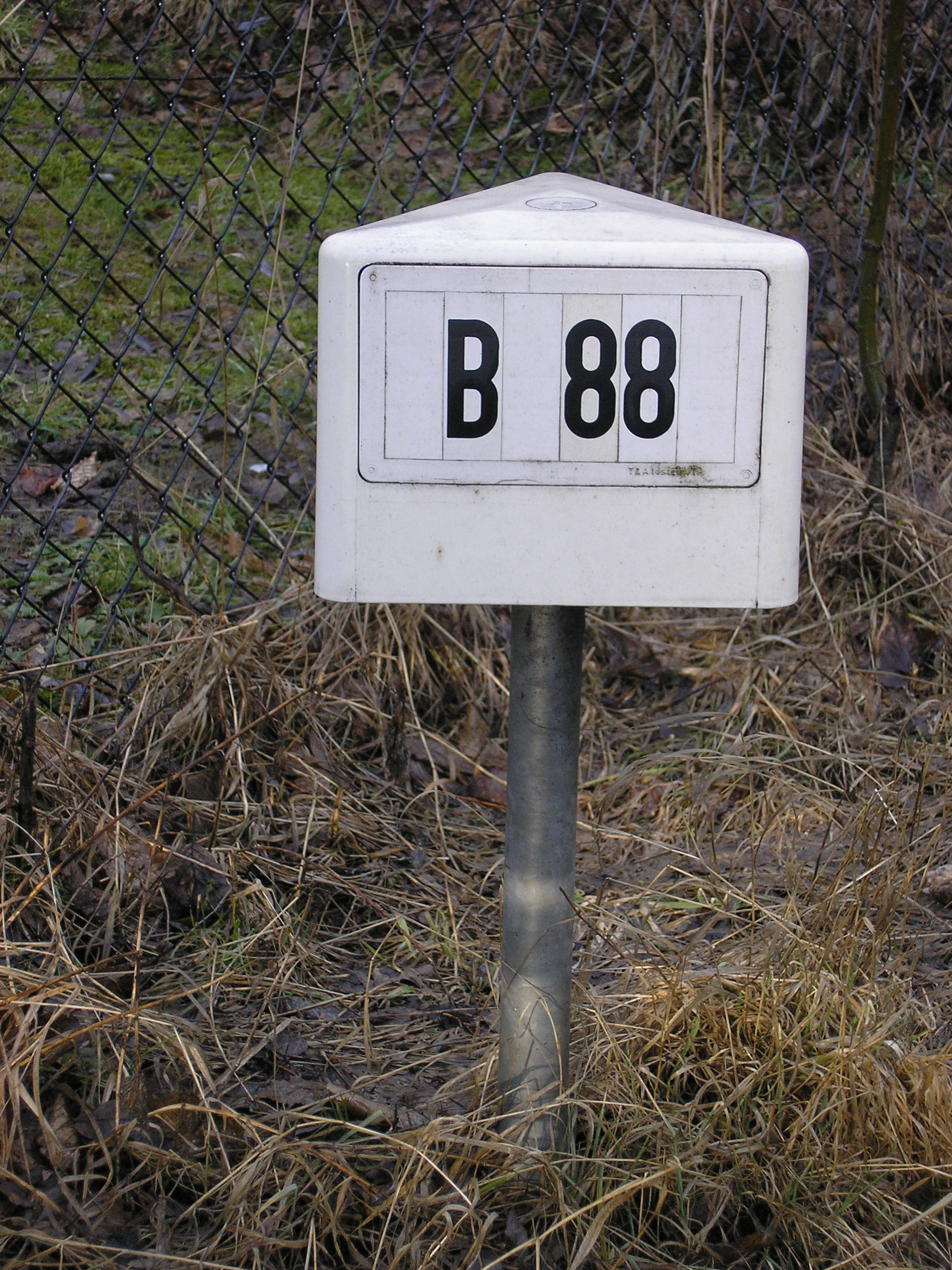
Prismaförmiges Stationszeichen an der B 88. Man sieht die Seite mit der Straßennummer.

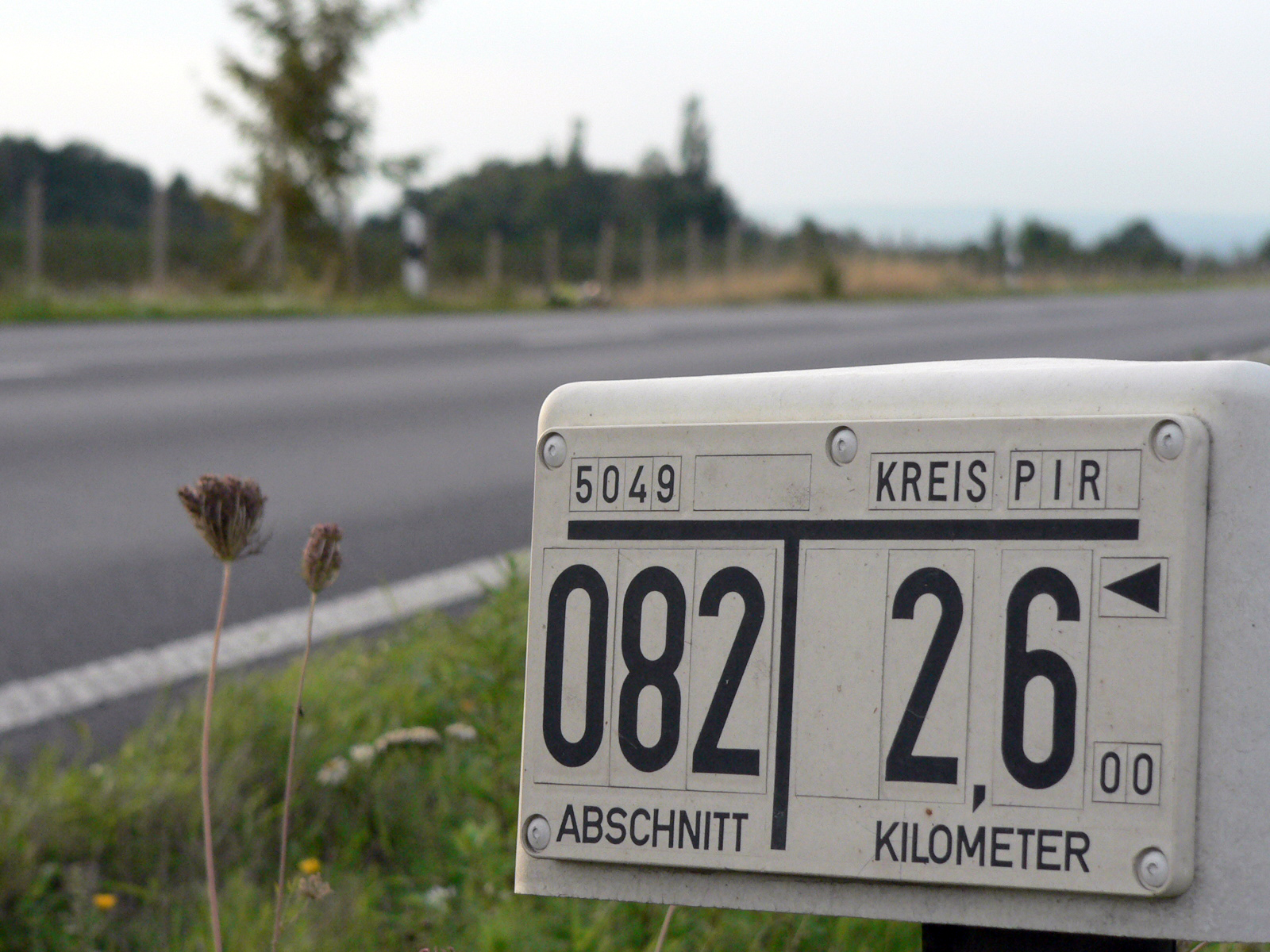
Ein Stationszeichen an der B 172 in der Nähe von Pirna. Man sieht die Seite mit der „Station“.

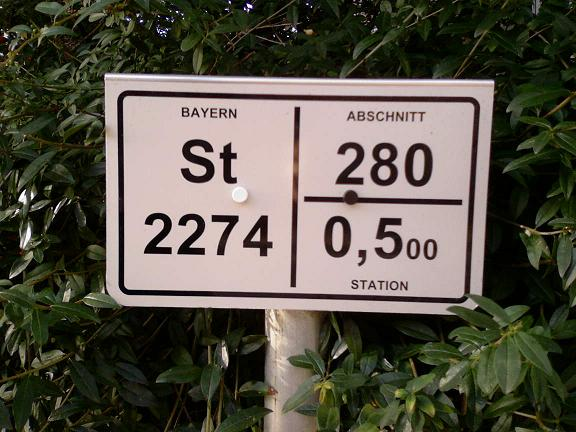
Stationstafel einer Bayerischen Staatsstraße.

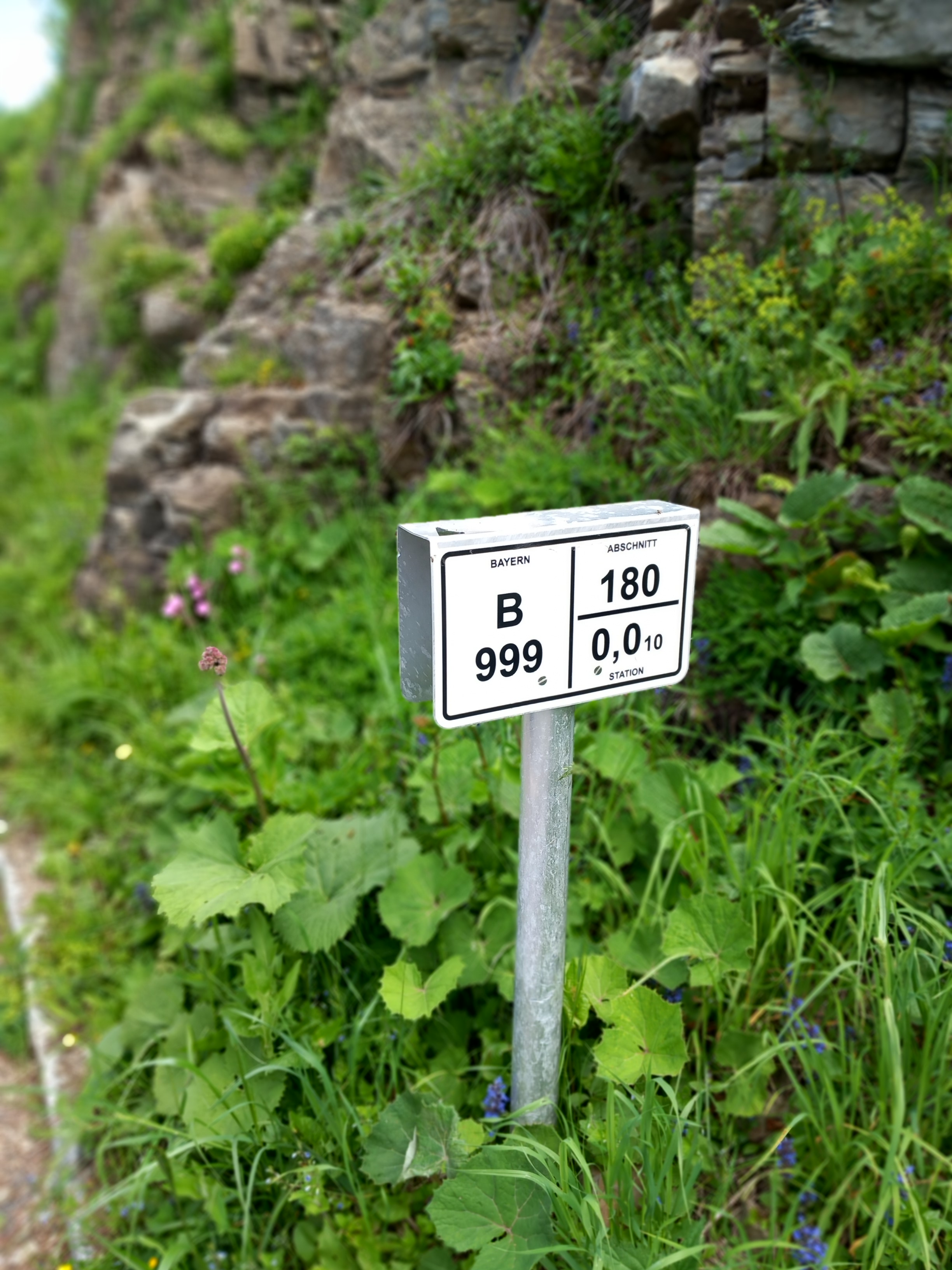
Stationstafel mit der Bezeichnung B 999 an der Bundesprivatstraße Rossfeldpanoramastraße

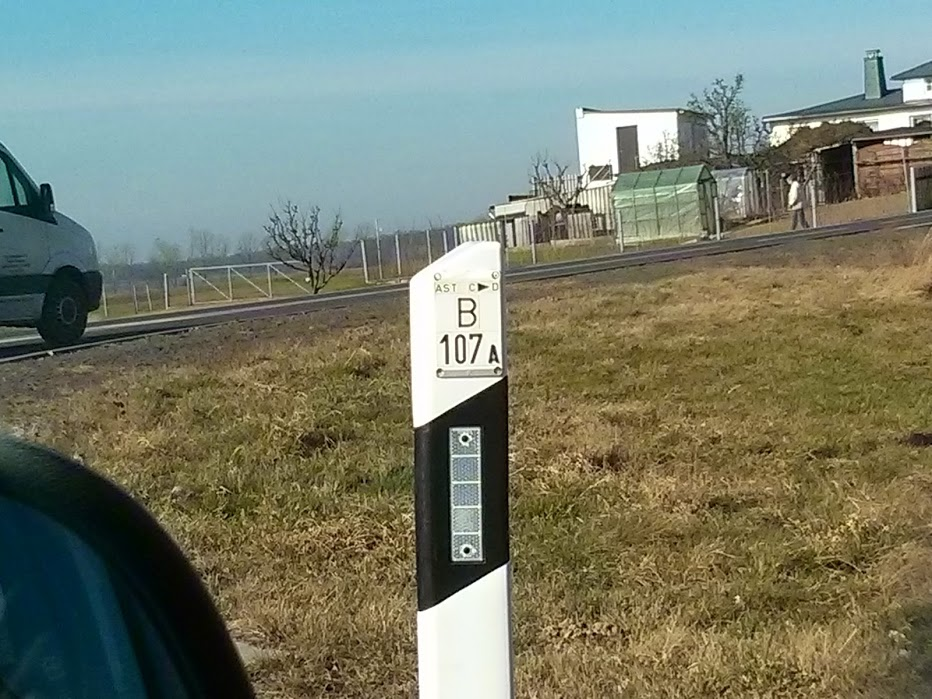
Stationszeichen auf einem Leitpfosten auf der B 107A (unvollständige Ortsumgehung Grimma)

Eine häufige Bauart der Stationszeichen besteht aus Kunststoff und besitzt die Form eines Dreieckprismas. Sie werden so aufgestellt (oder beim Vorhandensein von Leitplanken an diese entsprechend angebracht), dass die hintere Kante des Dreiecksprismas parallel zur Fahrbahn verläuft.
Die Stationszeichen haben meist schwarzen Text auf weißem Grund. Die Ortsdurchfahrt-Steine haben in einigen Bundesländern gelben Grund, in einigen wie Schleswig-Holstein weißen Grund.
Es gibt aber auch Stationszeichen in Form kleiner weißer Metallschilder auf eigenem ca. 80 cm hohem Metallmast, quer zur Fahrbahn aufgestellt.
Im nordrhein-westfälischen Landesteil Rheinland bestehen die Stationszeichen außerorts aus weißen Plastikpfosten mit grünen, bei OD-Steinen jedoch gelben Kappen. Innerorts sind sie als weiße Plastikschilder an Häusern oder Masten angebracht.
Ist das Aufstellen der im jeweiligen Bundesland üblichen Stationszeichen nicht möglich, können stattdessen zwei direkt übereinander angebrachte Schilder, die die beiden Seiten der normalen Stationszeichen darstellen, an Häuser- oder Tunnelwände, Brückengeländer, Masten etc. angebracht werden.
In Rheinland-Pfalz (erst in jüngerer Zeit), Niedersachsen, Schleswig-Holstein und Brandenburg werden die Stationszeichen an den Leitpfosten angebracht.

## Beschriftung
Die häufigste Art der Beschriftung: Auf einer der beiden der Straße zugewandten Seiten ist die Straßennummer, auf der anderen sind die Abschnittsnummer (z. B. in Schleswig-Holstein) – bzw. in manchen Bundesländern die Nummern der beiden den Abschnitt begrenzenden Netzknoten (in Rheinland-Pfalz) oder beides (in Baden-Württemberg) – und Kilometerzahl (auch als „Station“ bezeichnet) angebracht. Dabei wechseln sich die beiden Seiten entlang der Straße ab, so dass Autofahrer auf der ihnen zugewandten Seite abwechselnd Straßennummer und Kilometerzahl sehen können. In manchen Bundesländern sind auch Namen der Kreise, in denen man sich befindet, in abgekürzter Form angegeben, etwa in Niedersachsen (siehe Link unter Weblinks) oder Sachsen (siehe Abbildung).
Auch die Variante, dass auf beiden Seiten sowohl Straßennummer als auch Abschnitt und Station aufgedruckt sind, ist üblich, z. B. in Bayern (siehe Abbildung).

## Ortsdurchfahrt

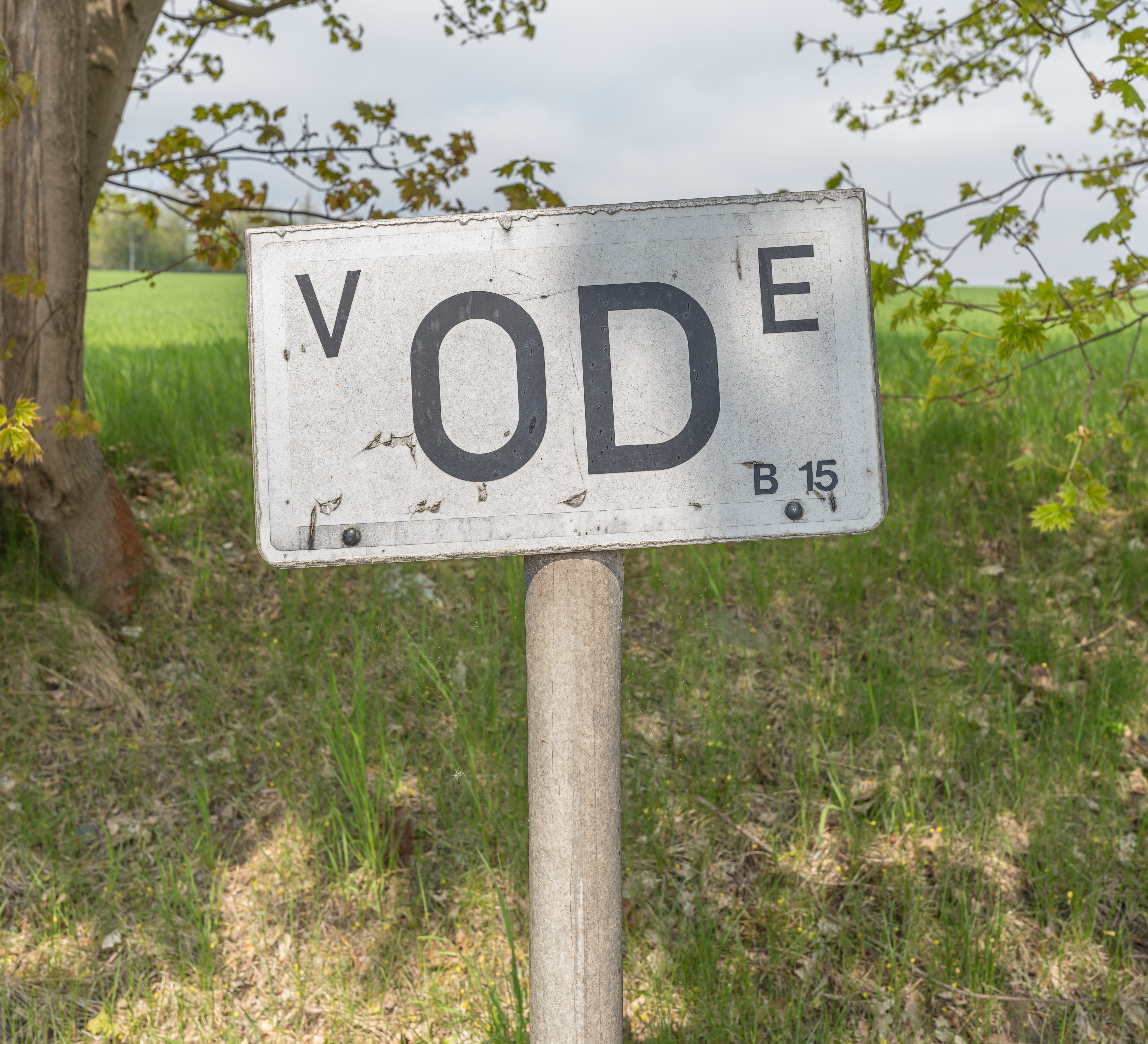
Ein OD-Zeichen an der B15 in Hof

Die Stationszeichen gibt es in Ortsdurchfahrten auch als OD-Steine. Sie tragen statt der Straßennummer die Aufschrift „OD“.
In manchen Bundesländern tragen die Stationszeichen für Ortsdurchfahrten noch ein E oder ein V. Diese weisen darauf hin, ob das jeweilige (Ortsdurchfahrts-)Stationszeichen im Verknüpfungs (V)- oder im Erschließungsbereich (E) liegt. Ein Beispiel: Liegt das Stationszeichen außerhalb eines Ortes (nicht erschlossener Bereich), so liegt es im Verknüpfungsbereich und das Stationsschild trägt „ODV“. Meistens sind „ODV“-Stationsschilder an Kreuzungen vor dem Ort zu finden. Liegt das (Ortsdurchfahrt-)Stationszeichen innerhalb eines Ortes, also im Erschließungsbereich, so trägt das Schild „ODE“. Wenn sich Erschließungs- und der Verknüpfungsbereich abwechseln, trägt das Stationszeichen „E/V“ bzw. „V/E“. In diesen Bundesländern wird „OD“ ohne den Zusatz „E“ oder „V“ nur dann benutzt, wenn kein Verknüpfungsbereich existiert und das (Ortsdurchfahrts-)Stationszeichen direkt am Übergang zwischen Erschließungs- und Verknüpfungsbereich liegt.

## Vor- und Nachteile gegenüber Kilometersteinen und -schildern
Der Vorteil der Stationszeichen gegenüber Kilometersteinen und -schildern ist, dass bei Stationszeichen die Kilometrierung in der Regel bei jeder Kreuzung wieder bei 0 beginnt, während die normale Kilometrierung häufig über lange Strecken durchgeht. Daher muss bei Veränderungen der Straßenlänge wegen Neutrassierung bei Stationszeichen nur ein kurzer Abschnitt mit neuen Stationszeichen versehen werden, während bei normaler Kilometrierung ein längeres Straßenstück mit neuen Kilometerschildern versehen werden muss, oder, was aus Kostengründen häufig geschieht, Fehlkilometer (fehlende oder doppelt vorkommende Kilometer) in Kauf genommen werden müssen. Das ist der Grund, warum die meisten Bundesländer auf Stationszeichen umgestiegen sind, um flexibler auf Veränderungen des Straßenverlaufs reagieren zu können, Hindernisse für die präzise Positionsbestimmung wie beispielsweise Fehlkilometer zu verhindern und um Kosten zu sparen.
Durch diese Fehlkilometer und dadurch, dass bei normaler Kilometrierung keine Abschnittsnummern angegeben werden, die Kilometrierung aber dennoch manchmal wieder bei 0 beginnt und sogar an einigen Stellen ihre Richtung wechselt, ist eine Kilometerangabe normalerweise nicht eindeutig: Da dieselbe Kilometernummer häufiger vorkommt (dies trifft vor allem auf Bundesstraßen mit niedrigeren Nummern zu), kann aus der reinen Kilometerangabe nicht auf die Position geschlossen werden. Hierzu sind weitere Angaben nötig, wie zum Beispiel nahegelegene Orte; und selbst dann ist eine genaue Bestimmung der Position nicht immer möglich, da auch auf offener Strecke die Kilometrierung manchmal wieder bei 0 beginnt, so dass beispielsweise innerhalb weniger Kilometer der Kilometer Nr. 1 mehrfach vorkommen kann. Bei Stationszeichen dagegen kann aus der Kombination aus Straßennummer, Abschnittsnummer und Kilometernummer (Station) die genaue Position bestimmt werden. Dies ist besonders bei Unfällen wichtig, da bei einer genauen Angabe die Rettungskräfte schneller am Unfallort sein können.
Ein wichtiger Nachteil der Stationszeichen sind die Kosten, die durch die Einführung entstehen, da alle Kilometerschilder ersetzt werden müssen.
Nachteile der Stationszeichen könnten auch die im Vergleich zu normalen Kilometerschildern schlechtere Lesbarkeit (besonders wenn die Stationszeichen an den Leitpfosten angebracht sind) und geringere Haltbarkeit sein, aber das sind keine Nachteile der Stationszeichen allgemein, sondern nur einiger Bauarten. Diese gelten auch für einige Arten von Kilometerschildern.
Schließlich wird es als ein weiterer Nachteil von Stationszeichen angesehen, dass durch die Einführung von Stationszeichen die alten Kilometersteine, die teilweise noch aus der Zeit vor dem Zweiten Weltkrieg stammen, ihre Funktion verloren und größtenteils entfernt wurden.

## Österreich

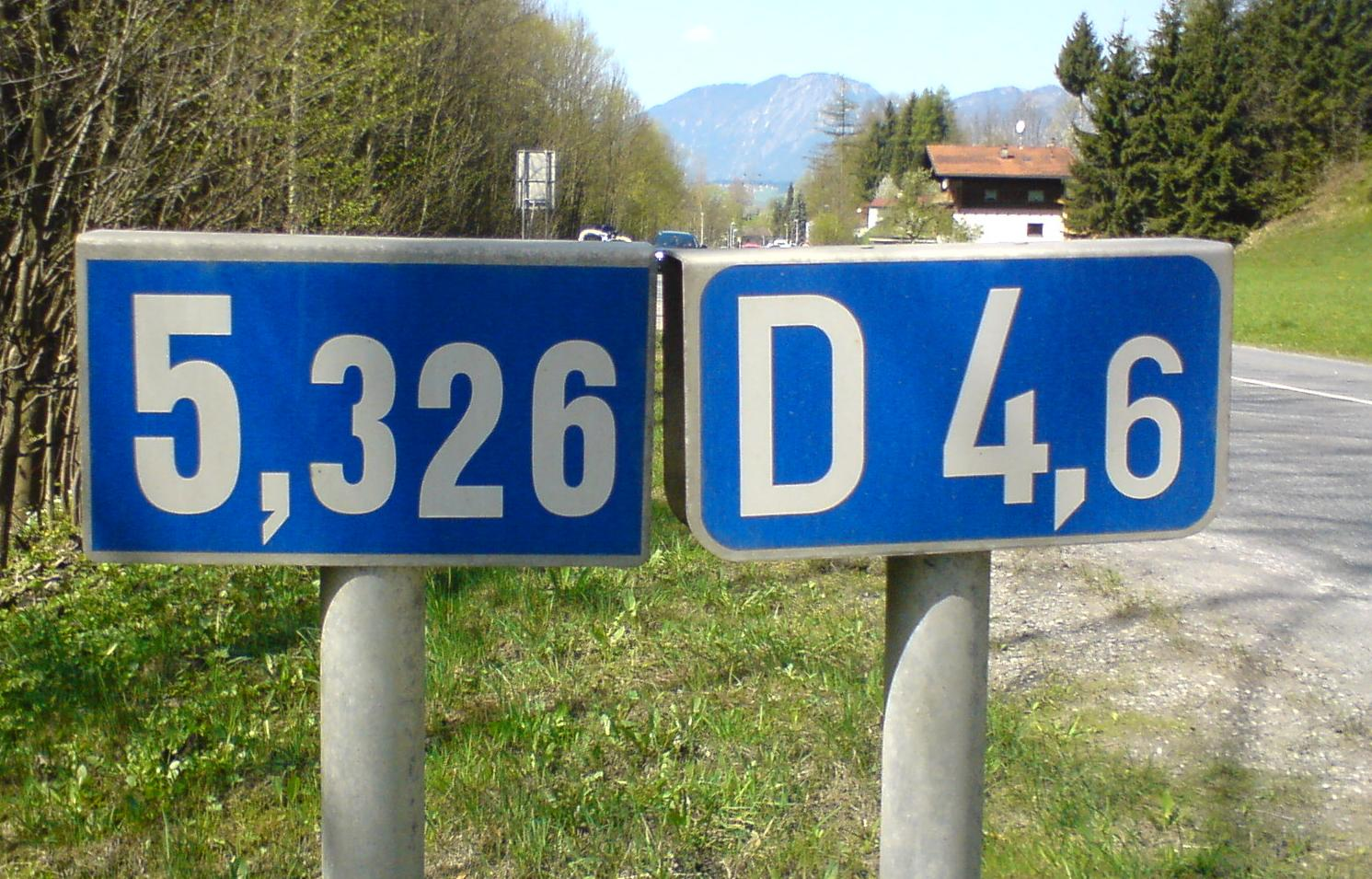
Kilometertafeln an der Loferer Straße (Landesstraße B 178)

siehe Kilometerstein#Österreich

## Schweiz

Hektometertafel in der Schweiz

In der Schweiz werden auf Nationalstrassen sogenannte Bezugspunkt-Schilder aufgestellt, die relevante Informationen wie Strasseneigentümer, Strassennummer, Bezugspunktnummer enthalten. Diese BP-Schilder sind nicht zu verwechseln mit dem Strassensignal 4.72 „Kilometertafel“. Die Handhabe bei Kantonsstrassen wird Kantonen überlassen, mit der Folge, dass einige Kantone solche Schilder aufstellen, andere nicht.